# Acentrogobius therezieni
Acentrogobius therezieni là một loài cá thuộc họ Gobiidae. Đây là loài đặc hữu của Madagascar. Môi trường sống tự nhiên của chúng là sông ngòi. Chúng hiện đang bị đe dọa vì mất môi trường sống.